# Jałtuszkiw
Jałtuszkiw (ukr. Ялтушків his. pol. Jołtuszków) – wieś na Ukrainie, w obwodzie winnickim, w rejonie barskim.

## Historia
Miasto królewskie Jołtuszków w pierwszej połowie XVII w. położone było w województwie podolskim, w starostwie barskim.
W 1870 w Jołtuszkowie urodził się Ignacy Lipczyński.
Podczas okupacji niemieckiej, 20 grudnia 1941 roku Niemcy utworzyli getto dla żydowskich mieszkańców. Przebywało w nim około 1500 osób. 15 października 1942 roku Niemcy zlikwidowali getto, a Żydów zamordowali. 